# Lamu (hrabstwo)
Lamu – hrabstwo na północnym wybrzeżu Kenii, obejmujące swoim zasięgiem ląd stały i ponad 65 wysp tworzących archipelag Lamu. Hrabstwo liczy 143,9 tys. mieszkańców. 
Lamu graniczy z Oceanem Indyjskim na wschodzie, hrabstwami Tana River na zachodzie, Garissą na północy i Somalią na północnym wschodzie. Całkowita długość wybrzeża wynosi 130 km.
W grudniu 2001 roku stolica Lamu została wpisana na Listę Światowego Dziedzictwa UNESCO. 

## Gospodarka
Najważniejszą działalnością gospodarczą w hrabstwie jest rybołówstwo i turystyka. Ważną rolę odgrywają także handel, rzeźbiarstwo w drewnie, włókiennictwo (szczególnie tradycyjne kapelusze kofi), rolnictwo i stolarstwo.
Od 2012 roku trwa tutaj budowa portu morskiego o wartości 5 mld USD, budowanego przez China Communications Construction.

## Religia
Od XIX wieku Lamu jest uważane za ważne centrum religijne w Afryce Wschodniej. Każdego roku tysiące muzułmanów przybywa tu na słynne obchody Maulid, które odbywają się w trzecim miesiącu kalendarza muzułmańskiego z okazji narodzin Proroka Mahometa (PBUH).
Struktura religijna w 2019 roku wg Spisu Powszechnego:
- islam – 50,6%
- protestantyzm – 27,6%
- katolicyzm – 9,6%
- inni chrześcijanie – 5,8%
- niezależne kościoły afrykańskie – 3,9%
- brak religii – 1,4%
- inne religie – 1,1%.